# Cataingan
Cataingan (Bayan ng Cataingan) är en kommun i Filippinerna. Kommunen tillhör provinsen Masbate och ligger på ön med samma namn. Folkmängden uppgår till 50 327 invånare år 2015.

## Barangayer
Cataingan är indelat i 36 barangayer.
| - Abaca - Aguada - Badiang - Bagumbayan - Cadulawan - Cagbatang - Chimenea - Concepcion - Curvada - Divisoria - Domorog - Estampar | - Gahit - Libtong - Liong - Maanahao - Madamba - Malobago - Matayum - Matubinao - Mintac - Nadawisan - Osmeña - Pawican | - Pitogo - Poblacion - Quezon - San Isidro - San Jose - San Pedro - San Rafael - Santa Teresita - Santo Niño - Tagboan - Tuybo - Villa Pogado |